# 坊主窪古墳群
坊主窪古墳群（日语：／ Hōzukubokofungun）是位於日本山形縣東村山郡山邊町大字大寺的一處古墳群，山邊町指定史跡。其中的1號墳是日本海方面內陸最北的前方後圓墳。

## 概要
古墳群位於山形縣中部，山形盆地西面的白鷹丘陵，過去組成古墳數約40座，但是後來為了興建果園而遭到大量破壞，現存能夠確認的只剩餘5座。1986年，對1號墳展開了確認調查。古墳群域為山邊町指定史跡。

## 坊主窪1號墳
1號墳位於丘陵頂的山脊上，是一座小型的前方後圓墳，為眾多前方後圓墳中，日本海方面內陸最北的古墳。1986年，對1號墳展開了確認調查。。
古墳最初是圓墳，後來才改建為前方後圓墳，這並不常見。墳丘的前方部分的前端由於建設道路而被削平。古墳未見有葺石和埴輪，其內部則由於尚未進行考古調查，詳細不明，由於經過改建，因此推測可能是兩人一同下葬於後圓部分。由於1號墳未能有出土能判斷年代的物品，因此從墳形推斷可能建於古墳時代後期（6世紀後半）。
1號墳的規模如下。
- 墳丘長：25.5米（推定復原27.5米）
- 後圓部分
  - 直徑：17.7米
  - 高：1.45米
- 前方部分
  - 長：（推定復原9.8米）
  - 前端闊：（推定復原16-17米）
  - 高：0.8米
- 周濠
  - 最大闊度：1.85米
  - 最大深度：0.8米

由於古墳建於斜坡上，平面來說後圓部分和前方部分斜相差1.66米。

## 文物

### 山邊町指定文物
- 史跡
  - 坊主窪古墳群